# Heliciopsis incisa
Heliciopsis incisa är en tvåhjärtbladig växtart som först beskrevs av Koord. & Valeton, och fick sitt nu gällande namn av Herman Otto Sleumer. Heliciopsis incisa ingår i släktet Heliciopsis och familjen Proteaceae. Inga underarter finns listade i Catalogue of Life.